# Guniak czerwczyk
Guniak czerwczyk (Amphimallon solstitiale) – gatunek chrząszcza z rodziny poświętnikowatych (Scarabaeidae) i podrodziny chrabąszczowatych (Melolonthinae).

## Opis

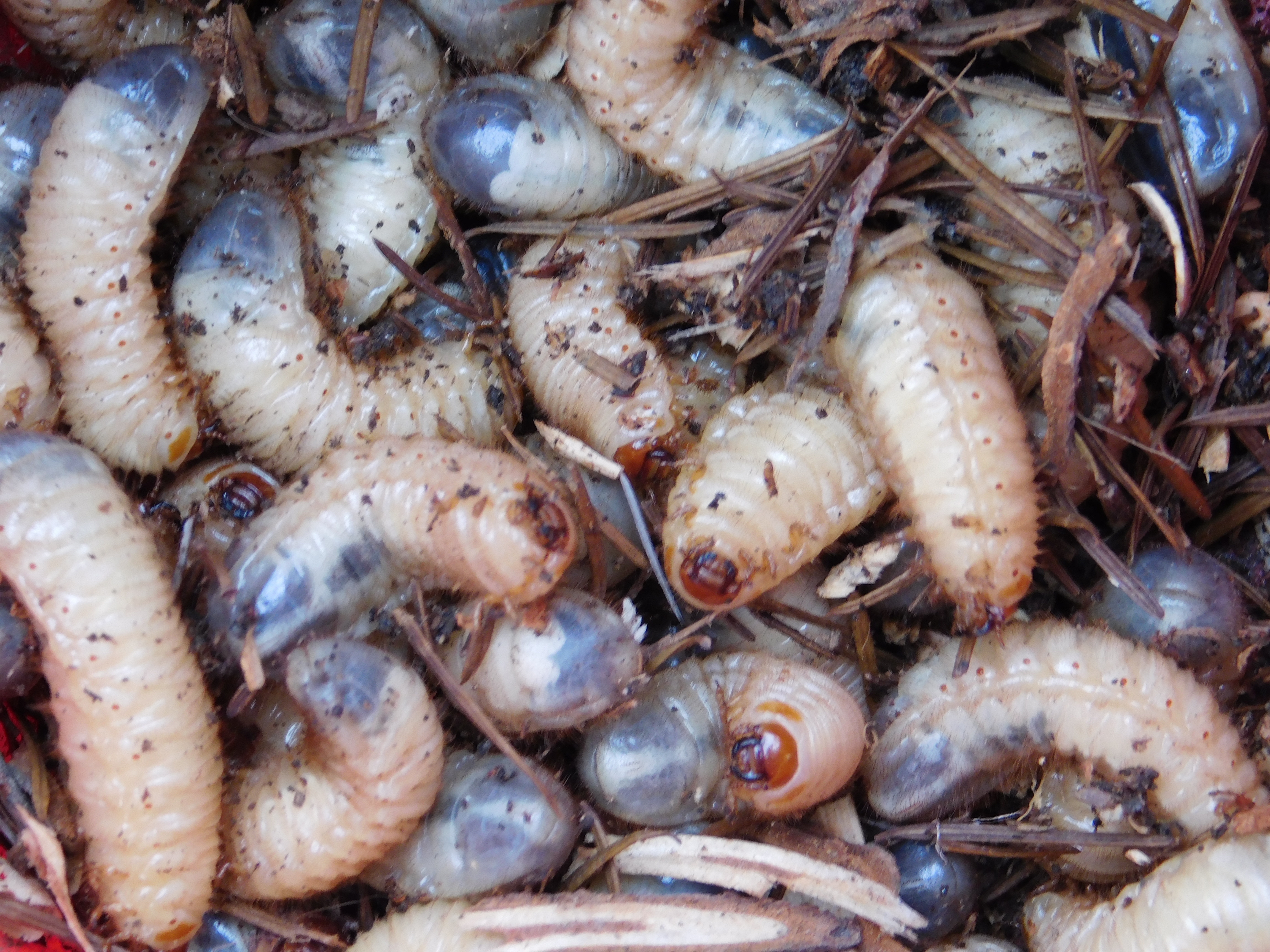
Larwy

Postać dorosła z wyglądu przypomina chrabąszcza majowego lub  kasztanowego, jest jednak od niego znacznie mniejsza, ma 14–18 mm długości. Od chrabąszcza różni się także czułkami złożonymi z dziewięciu członów, z których tylko trzy tworzą blaszki buławki. Barwa ciała miodowa, żółtobrunatna bądź brunatna. Głowa pokryta owłosieniem i nieregularnym punktowaniem. Przedplecze gęsto owłosione, przy czym krótsze włosy są wełniste i mają srebrzysty kolor. U samca owłosienie przedplecza jest bardziej wełniste i nieco dłuższe niż u samicy. Tarczka wełnisto owłosiona. Na pokrywach występują podłużne żeberka usztywniające i rzadko rozmieszczone, sterczące włosy. Pygidium pokryte bardzo długimi włosami. Golenie przednich nóg u samców z 1–2 zębami u samic z 3 zębami, ułatwiającymi grzebanie w ziemi.
Gatunek ten różni się od Amphimallon ochraceum dłuższymi włoskami na pygidium. Samiec guniaka czerwczyka różni się od A. ochraceum ponadto silniejszym owłosieniem tarczki, które przykrywa całą lub większą jej część oraz długimi i miękkimi szczecinkami na krawędziach pokryw. Od A. falleni samiec guniaka czerwczyka różni się wydłużonym clavus, długości od 1,57 mm do ponad 2 mm, punktami na pygidium tarkowatymi czy zmarszczkowatymi (rzadko prostymi jak u A. falleni), a przednimi goleniami częściej jednozębnymi (u A. falleni przeważają osobniki z 2–3 zębami).

## Biologia i ekologia
Rójka
Pojawia się mniej więcej od połowy czerwca, rzadko później, nawet do sierpnia, zwykle o zmierzchu. Postać dorosła mało wybredna pokarmowo, zjada liście zarówno roślin iglastych jak i liściastych. Wśród tych ostatnich najchętniej żeruje na wiklinie.
Rozród
Samica wygrzebuje norkę w ziemi i składa do  niej jaja. Czynność ta trwa cały dzień. Wieczorem norkę opuszcza i odlatuje aby żerować. Prawdopodobnie po kolejnym zapłodnieniu czynność powtarza. Wkrótce potem ginie. Pędraki żyją 2–3 lata w ziemi i odżywiają się korzeniami roślin, głównie trawiastych. Osiągają 30 mm długości. Od innych gatunków pędraków żukowatych można je odróżnić po układzie włosków na środkowej części, dolnej strony ostatniego segmentu. Występujące tam włoski tworzą dwie gęste, równoległe linie, łukowato rozchodzące się na boki.  Przepoczwarczenie następuje płytko pod powierzchnią ziemi. 
Znaczenie
W leśnictwie, rolnictwie i ogrodnictwie, ze względu na coraz rzadsze występowanie, szkodnik o lokalnym znaczeniu gospodarczym. Większe szkody mogą wyrządzać larwy wśród młodych roślin, głównie w burakach cukrowych i lnie. 

## Rozprzestrzenienie
Rozprzestrzeniony w większej części Europy (z wyjątkiem północy) i Syberii. Sięga do Mongolii i Korei. W Polsce szeroko rozpowszechniony, najpospolitszy Amphimallon.